# Stadionul Aldo Drosina
Stadionul Aldo Drosina este un stadion din Pula, Croația. În prezent este folosit mai ales pentru meciurile de fotbal și locul de disputare a partidelor de acasă a echipei NK Istra 1961 și anterior NK Istra. Stadionul are o capacitate de 9.800 de locuri. Din martie 2009 până în ianuarie 2011, stadionul a suferit o reconstrucție majoră. Tribuna Vest a fost complet demolată și reproiectată, adăugându-se un acoperiș deasupra tribunei. Pe 9 februarie 2011, Croația a găzduit un amical internațional cu Cehia, la inaugararea stadionului.
Stadionul este numit după Aldo Drosina (1932-2000), un cunoscut jucător de fotbal și antrenor din Pula, Croația.